# 欧雅
欧雅（法語：Augea，法語發音：[oʒa]）是法国汝拉省的一个市镇，位于该省西南部，属于隆斯勒索涅区。

## 地理
欧雅（46°33'16"N, 5°24'42"E）面积7.52 平方千米，位于法国勃艮第-弗朗什-孔泰大區汝拉省，该省份为法国东部内陆省份，北起上索恩省，西北接科多尔省，西临索恩-卢瓦尔省，南至安省，东与杜省和瑞士接壤。
与欧雅接壤的市镇（或旧市镇、城区）包括：布雷斯地区弗拉塞、屈西亚、迈纳勒、勒米鲁瓦尔。

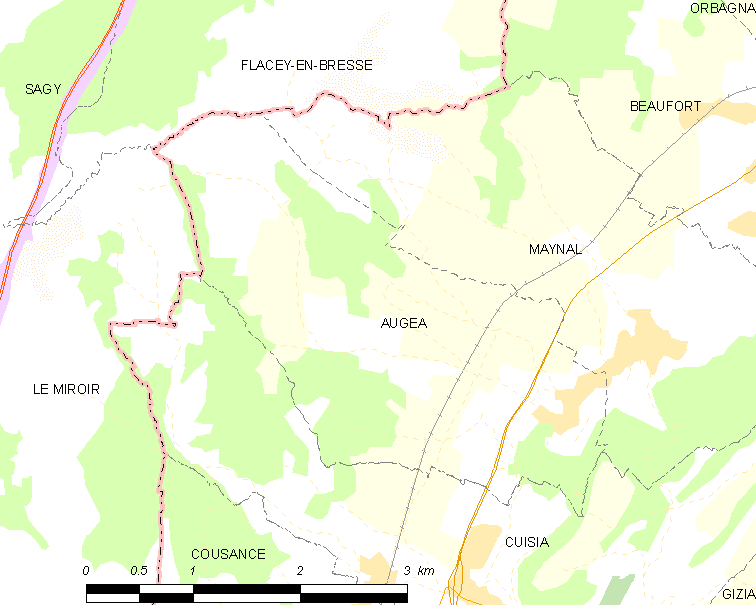
欧雅的OSM定位图

欧雅的时区为UTC+01:00、UTC+02:00（夏令时）。

## 行政
欧雅的邮政编码为39190，INSEE市镇编码为39025。

## 政治
欧雅所属的省级选区为圣阿穆尔县。

## 人口

1962-2008年间欧雅人口变化图示

欧雅于2022年1月1日时的人口数量为279人。